# WiMAX-Forum
Das WiMAX-Forum wurde im Juni 2001 von Herstellern und Betreibern von Funknetztechnologie gegründet und hat die Aufgabe, die Kompatibilität und Interoperabilität der Produkte, die nach dem IEEE-802.16-Standard produziert werden, zu zertifizieren. Dies soll durch Pläne für Konformitätstests und Zertifizierungslabore sichergestellt werden. Sitz der Non-Profit-Organisation ist Clackamas, Oregon.
WiMAX verwendet die Testmethoden, die in ISO/IEC5 9646 definiert sind. Im Endeffekt sollen umfassende Testwerkzeuge eine WiMAX-konforme System-Entwicklung ermöglichen. Wenn ein Produkt die Kompatibilitätstests erfolgreich absolviert, darf das Label „WiMAX Certified“ angebracht werden.
Siehe auch: Wi-Fi Alliance

## Mitglieder
ca. 370 (Stand April 2010), unter anderem:
Alcatel-Lucent, Alvarion, Cisco, Clearwire, Ericsson, Fujitsu, Huawei Technologies, Intel, LG Electronics, Motorola, NEC, Nokia, Nokia Solutions and Networks, Samsung, Siemens, VeriSign, ZTE; s. auch Weblinks für eine vollständige Liste.